# Innsbrucker Festwochen der Alten Musik

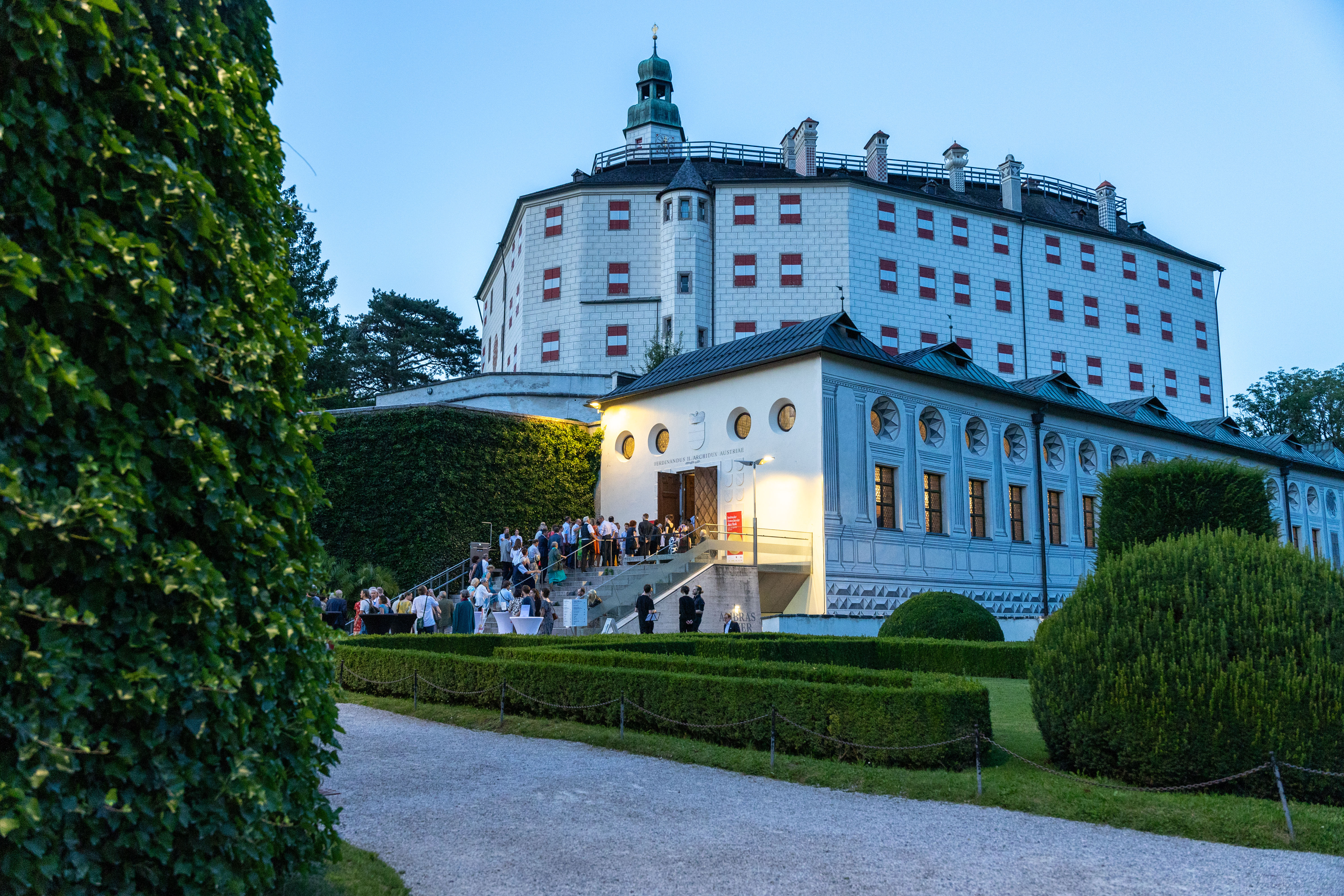
Schloss Ambras, eine der historischen Spielstätten der Innsbrucker Festwochen.

Die Innsbrucker Festwochen der Alten Musik sind ein Festival mit Musik aus Mittelalter, Renaissance, Barock und Klassik in historisch informierter Aufführungspraxis. Die Innsbrucker Festwochen finden seit 1976 jährlich im Juli und August in historischen Spielstätten in Innsbruck und Umgebung statt und werden von den Ambraser Schlosskonzerten eingeleitet.

## Geschichte
Innsbruck ist ein Zentrum der Alten Musik. In der Renaissance und im Barock weilten Meister wie Paul Hofhaimer, Heinrich Isaac und Pietro Antonio Cesti als Hofmusiker in der Alpenstadt. Es fanden prunkvolle Opernaufführungen im ersten Comedihaus, dem ersten freistehenden Theater des deutschen Sprachraums statt. Das damalige Innsbrucker Instrumentalensemble bildete später die Stammbesetzung des berühmten vorklassischen Mannheimer Orchesters.
Mitte des 20. Jahrhunderts wurde an die Tradition angeknüpft und die Pflege der Alten Musik in Sälen und Kirchen wieder aufgenommen. 1963, zur Feier der 600-jährigen Zugehörigkeit Tirols zu Österreich, initiierte der Innsbrucker Musiker Otto Ulf (1907–1993) gemeinsam mit Lilly von Sauter, der Kustodin der Sammlungen des Kunsthistorischen Museums auf Schloss Ambras, das erste „Ambraser Schlosskonzert“. Seit 1976 widmen sich die Innsbrucker Festwochen der Alten Musik der Pflege der Renaissance- und Barockmusik und sind somit das älteste noch bestehende Festival dieser Art. Im Zentrum stehen Barockopern, daneben Konzerte an historischen Stätten. 2010 wurde der jährlich stattfindende „Internationale Gesangswettbewerb für Barockoper Pietro Antonio Cesti“ ins Leben gerufen, der junge Sängerinnen und Sänger aus aller Welt nach Innsbruck holt. 
Unter den bei den Innsbrucker Festwochen auftretenden Dirigenten waren Rinaldo Alessandrini, Giovanni Antonini, Howard Arman, Fabio Biondi, Attilio Cremonesi, Alan Curtis, Alessandro De Marchi, John Eliot Gardiner, Nikolaus Harnoncourt, Thomas Hengelbrock, René Jacobs, Konrad Junghänel, Sigiswald Kuijken, Hans-Martin Linde, Charles Medlam, Eduard Melkus, Lars Ulrik Mortensen, Christina Pluhar, Christophe Rousset und Jordi Savall. Unter den Sängerinnen und Sängern sind u. a. Jennifer Larmore und zahlreiche Countertenöre zu nennen, etwa René Jacobs, Derek Lee Ragin, Dominique Visse und David Hansen.
Von 2010 bis 2023 war der italienische Dirigent und Cembalist Alessandro De Marchi Künstlerischer Leiter der Innsbrucker Festwochen der Alten Musik. Seit September 2023 leiten Eva-Maria Sens als Künstlerische Direktorin, der italienische Dirigent und Cembalist Ottavio Dantone als Musikalischer Leiter und Markus Lutz als Kaufmännischer Direktor das Festival.

## Cesti-Wettbewerb
Der "Internationale Wettbewerb für Barockoperngesang Pietro Antonio Cesti" ist ein internationaler Gesangswettbewerb für junge Sänger und Sängerinnen von Barockopern, der im Zuge der Innsbrucker Festwochen seit 2010 veranstaltet wird. Benannt ist er nach dem italienischen Komponisten Pietro Antonio Cesti. Der Wettbewerb findet jährlich im August statt und gliedert sich in drei Runden, wobei die letzte als öffentliches Finale mit den etwa zehn besten Teilnehmenden bestritten wird. Die Jury setzt sich aus jährlich wechselnden renommierten Sängerinnen und Sängern, Operndirektorinnen und -direktoren und Musikmanagerinnen und -managern zusammen.

## Aufführungsorte

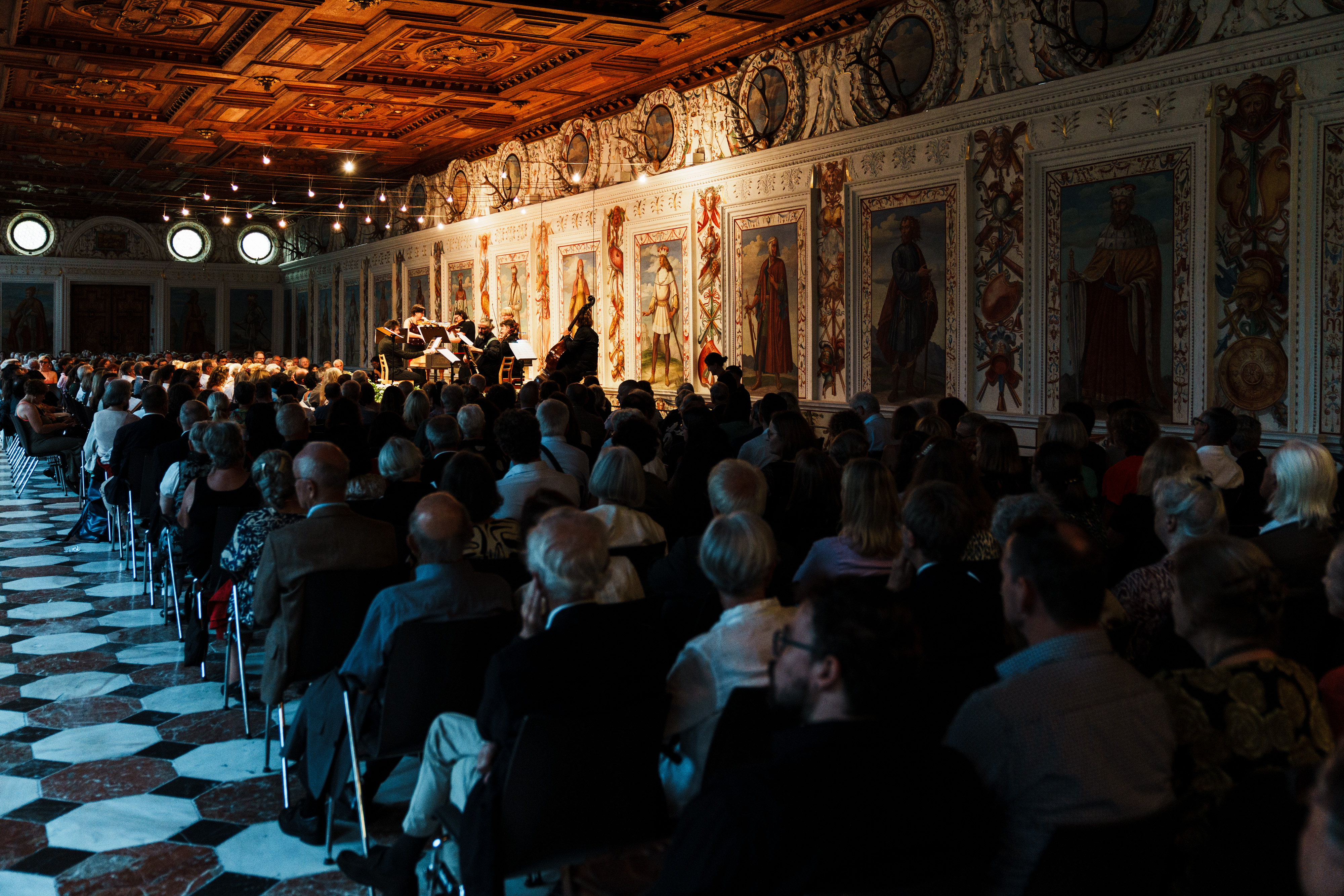
Jedes Jahr gibt es Konzerte im Spanischen Saal von Schloss Ambras.

- Spanischer Saal, Schloss Ambras
- Haus der Musik Innsbruck
- Riesensaal, Hofburg Innsbruck
- Tiroler Landestheater Innsbruck
- Jesuitenkirche
- Stiftskirche Stams
- Hofkirche
- Stift Wilten
- St. Bartlmä
- Dom zu St. Jakob

## Künstlerische Leitung
- 1963–1991: Otto Ulf
- 1991–1996: Howard Arman
- 1997–2009: René Jacobs
- 2010–2023: Alessandro De Marchi
- seit 2023: Eva-Maria Sens (Künstlerische Direktorin), Ottavio Dantone (Musikalischer Leiter)[1]

## Auszeichnungen
- 2021: Österreichischer Musiktheaterpreis – Sonderpreis Bestes Barock-Festival[2][3]